# Sonny Guadarrama
Sonny Alejandro Guadarrama Bermúdez (Austin, Texas, Estados Unidos, 27 de marzo de 1987) es un futbolista estadounidense, de ascendencia mexicana. Juega de mediocampista.

## Clubes
Actualizado al último partido disputado el 18 de julio de 2020.
| Club               | País           | Año       | Part. | Goles |
| ------------------ | -------------- | --------- | ----- | ----- |
| Austin Lightning   | Estados Unidos | 2004-2006 | 25    | 17    |
| Santos Laguna      | México         | 2006-2007 | 9     |       |
| Mérida             | México         | 2008-2010 | 40    | 5     |
| Atlante            | México         | 2010-2016 | 55    | 6     |
| Mérida (préstamo)  | México         | 2011-2013 | 58    | 21    |
| Necaxa (préstamo)  | México         | 2013-2014 | 44    | 5     |
| Sinaloa (préstamo) | México         | 2016      | 7     | 1     |
| San Antonio FC     | Estados Unidos | 2018      | 18    | 0     |
| Austin Bold        | Estados Unidos | 2019-2021 | 31    | 5     |